# Баскакова, Евдокия Семёновна
Евдокия Семёновна Баска́кова (10 августа 1908, Беляево, Тамбовская губерния — 8 февраля 1969, Добринский район, Липецкая область) — колхозница, звеньевая колхоза «Прогресс» Добринского района Воронежской области.

## Биография
Родилась 10 августа 1908 года в крестьянской семье в селе Беляево (ныне — в Усманском районе, Липецкая область). С 1924 года трудилась разнорабочей в Графском лесничестве. С 1929 года работала в колхозе «Прогресс» Добринского района ЦЧО. Проживала в д. Поповка Добринского района. Проработала на этом сельскохозяйственном предприятии до выхода на пенсию в 1960 году.
В 1935 году назначена звеньевой свекловодческой бригады. Ежегодно звено Евдокии Баскаковой собирало рекордные урожаи сахарной свёклы. В 1936 году было собрано 538 центнеров свеклы с каждого гектара, в 1944 году — 982 центнера и в 1945 году — 1152 центнеров.
В 1947 году было собрано в среднем 868,57 центнеров сахарной свеклы с каждого гектара с участка площадью 4,2 гектара. Избиралась депутатом ВС РСФСР 2 — 3 созывов от избирательного округа № 241 и делегатом VIII Чрезвычайного съезда Советов народных депутатов.
Скончалась 8 февраля 1969 года. Похоронена на Чуевском кладбище п. Добринка Липецкой области.

## Награды и премии
- Сталинская премия третьей степени (1946) — за внедрение передовых приёмов агротехники, обеспечивших получение рекордных урожаев сахарной свёклы — 1150 и 750 центнеров с гектара
- Герой Социалистического Труда (1948) — указом Президиума Верховного Совета СССР от 7 мая 1948 года
- орден Ленина
- орден «Знак Почёта»